# Excelsior (periodico)
Excelsior è stata una rivista di attualità maschile italiana.

## Storia
Excelsior è stata edita in Italia dal febbraio 1986 con sottotitolo "Lo spettacolo del piacere". L'edizione si concentrava su argomenti di intrattenimento quali musica, cinema, spettacolo e la celebrazione delle donne più belle del panorama italiano. Il taglio editoriale fu rivolto all'approfondimento di curiosità per un target maschile. Tra le ragazze copertina della rivista ci sono state Sabrina Salerno, Alessandra Mussolini, Simona Tagli, Iris Peynado, Stefania Sandrelli, Francesca Dellera, Deborah Caprioglio, Edwige Fenech e Maddalena Crippa. 
Originariamente pubblicata da l'Editrice Polieditor/Poligrafica Editoriale Milanese Srl, via Zuretti 34 Milano (sede anche della direzione e della redazione), a giugno 1988, ventinovesima mensilità di pubblicazione, l'editore della rivista era Saro Balsamo (marito di Adelina Tattilo, la creatrice di Playmen), editore esecutivo era Fabrizio Balsamo, direttore Massimo Balletti, vicedirettore Enrico La Stella. A tale data la stampa veniva eseguita  dalla Arnoldo Mondadori Editore di San Donato Milanese. A quella data nella rivista venivano inserite due "paginone" doppie ma non al centro della pubblicazione, con foto a colori di modelle. La trovata editoriale era innovativa rispetto a Playmen che al contrario allegava una sola "paginona" tripla, ma centrale alla rivista: già dal numero 34 della rivista, forse prima, questa moda editoriale cessò (non vennero più pubblicate paginone doppie).
La copertina della pubblicazione era stampata su carta pesante patinata con il titolo (la testata) in colore oro. Sempre allo stesso mese, ma forse prima, veniva inserita in ultima pagina una vignetta a colori, di satira politica, del pittore Giannelli; queste vignette satiriche sono state una ripetitività editoriale per lo meno fino al numero 48 della pubblicazione.
A gennaio 1990 non vi era più la carica di vicedirettore e Fabrizio Balsamo da editore esecutivo era passato a "collaboratore".
Ad aprile 1993 direttore era Remo Gherardi e direzione e redazione erano in via Richard 3, Milano.
Dalla fine degli anni '80 e per tutti gli anni '90 la rivista, come tutte le altre testate erotiche italiane, ha dovuto combattere una dura battaglia contro le videocassette VHS a tema erotico e anche "porno spinto" vendute in edicola a prezzi concorrenziali con le riviste erotiche; le videocassette VHS, anno dopo anno, hanno eroso il pubblico dei lettori lasciando alle pubblicazioni stampate un pubblico "residuo" col quale era impossibile reggere il confronto. Nei primi anni 2000 la guerra fra testate erotiche o anche "porno" e le videocassette VHS si concluse con la sconfitta della carta stampata ed Excelsior ha subito la sorte di tutte le altre, sospendendo le pubblicazioni.

## Altri media
Nel 1996 è uscito un videogioco originale sviluppato da PlayMark (nota per i suoi bootleg di videogiochi esteri) in collaborazione con la rivista. Il gioco si chiamava semplicemente Excelsior, proprio come la rivista.